# Helmut Mark
Helmut Mark (* 1958 in Stall, Kärnten) ist ein österreichischer Künstler.

## Leben
Er belegte 1976 bis 1981 ein Studium der Malerei an der Hochschule für angewandte Kunst in Wien. Seit 1995 hat er eine Professur an der Hochschule für Grafik und Buchkunst, Leipzig.
Mark war Gründungsmitglied der Medien-Künstler-Kollektive Unabhängiger Film Video Austria (UFVA; 1983–1988); Blix (1983–1986); The Thing (1993–2000). Er ist Mitglied der Wiener Secession.
Mark lebt und arbeitet in Wien und Leipzig.

## Werk
Sein Arbeitsspektrum umfasst Skulptur, Malerei, Zeichnung, Fotografie und Video.
Arbeiten von Mark sind u. a. in folgenden Sammlungen vertreten: Museum Moderner Kunst Stiftung Ludwig Wien, Tiroler Landesmuseum Ferdinandeum, Innsbruck; Museion Bozen; Museum der bildenden Künste Leipzig; Museum für angewandte Kunst Wien; Museum Liaunig, Neuhaus; Generali Foundation.

## Ausstellungen
- 1986 Aperto 86, Biennale Venedig
- 1986 Galerie Amer, Wien
- 1988 Skulpturenrepublik, Messepalast Wien
- 1988 Brennpunkt Wien – Positionen eines Aufbruchs, Bonner Kunstverein
- 1989 Video-Skulptur – retrospektiv und aktuell – 1963–1989, Kölnischer Kunstverein
- 1989 Prospekt 89, Frankfurter Kunstverein/Schirn Kunsthalle
- 1989 Moskau-Wien-New York, Wiener Festwochen, Messepalast Wien
- 1989 Galerie Grita Insam, Wien
- 1990 The Readymade Boomerang, Sydney Biennale
- 1991 Kunst, Europa, Österreich, Kunstverein in Hamburg – Deichtorhallen
- 1991 Dissipative Inszenationen, Museum Moderner Kunst Stiftung Ludwig, Wien
- 1993 Objekt versus Raum, Museion – Museum für moderne und zeitgenössische Kunst, Bozen
- 1996 Objekt : Video, Oberösterreichische Landesgalerie, Linz
- 1996 Hybrid, Forum Stadtpark, Graz
- 1997 Magie der Zahl in der Kunst des 20. Jahrhunderts, Staatsgalerie Stuttgart
- 1997 Versus 2000, Museion – Museum für moderne und zeitgenössische Kunst, Bozen
- 2006 LichtWerke, Museum Moderner Kunst Stiftung Ludwig, Wien
- 2006 Raumkunst.Kunstraum, Kunstraum Buchberg
- 2008 Skulptur, Kunstverein Medienturm, Graz[4]
- 2014 einzueins, Kunsthalle der Sparkasse, Leipzig